# Morti nel 1974/Luglio
| Questa pagina contiene informazioni ricavate automaticamente dalle voci biografiche con l'ausilio del template Bio e di un bot. L'aggiornamento è periodico e automatico e ricostruisce completamente la pagina. Se manca una persona in questa lista, sei pregato di non aggiungerla, ma accertati piuttosto che la sua voce biografica contenga il template Bio e che i dati anagrafici siano correttamente compilati. Se il template Bio manca, inseriscilo tu stesso o, in alternativa, metti l'avviso {{tmp\|Bio}} che ne segnala la mancanza. Se i dati riportati sono sbagliati, correggi direttamente la voce biografica; le modifiche saranno visibili in questa lista entro pochi giorni. Per chiarimenti vedi il progetto biografie. La lista contiene solo le 80 persone che sono citate nell'enciclopedia e per le quali è stato implementato correttamente il template Bio. Pagina aggiornata al 3 mar 2024. |

- 1º luglio - Juan Domingo Perón, generale e politico argentino (n. 1895)
- 1º luglio - Albert F. Shields, ingegnere statunitense (n. 1908)
- 1º luglio - Kick Smit, calciatore olandese (n. 1911)
- 3 luglio - Marcel Desrousseaux, allenatore di calcio e calciatore francese (n. 1907)
- 3 luglio - Alf Johansen, calciatore norvegese (n. 1903)
- 3 luglio - Sergej Alekseevič Lebedev, ingegnere sovietico (n. 1902)
- 3 luglio - John Crowe Ransom, poeta statunitense (n. 1888)
- 3 luglio - José Vidal, calciatore uruguaiano (n. 1896)
- 4 luglio - Ladislav Fouček, pistard cecoslovacco (n. 1930)
- 4 luglio - Georgette Heyer, scrittrice inglese (n. 1902)
- 4 luglio - Gaston Mercier, canottiere francese (n. 1932)
- 4 luglio - Amin al-Husseini, politico palestinese (n. 1897)
- 5 luglio - Henri Grob, scacchista svizzero (n. 1904)
- 6 luglio - Francis Blanche, attore e comico francese (n. 1921)
- 6 luglio - Paolo Alfonso Farinet, politico italiano (n. 1893)
- 6 luglio - Lothar Hermann, scrittore tedesco (n. 1901)
- 6 luglio - Aladár Paasonen, militare finlandese (n. 1898)
- 7 luglio - Aleksandr Jakovlevič Bereznjak, ingegnere sovietico (n. 1912)
- 7 luglio - Joachim Brendel, aviatore tedesco (n. 1921)
- 7 luglio - Nancy Newhall, scrittrice statunitense (n. 1908)
- 7 luglio - Otto Reinfeldt-Reinlo, calciatore estone (n. 1899)
- 7 luglio - Leon Shamroy, direttore della fotografia statunitense (n. 1901)
- 8 luglio - Pietro Campilli, politico italiano (n. 1891)
- 8 luglio - Willy Eisenschitz, pittore francese (n. 1889)
- 8 luglio - Josef Kratochvíl, allenatore di calcio e calciatore cecoslovacco (n. 1905)
- 9 luglio - James Bausch, multiplista statunitense (n. 1906)
- 9 luglio - Mario Chiodi, calciatore italiano (n. 1896)
- 9 luglio - Leota Lorraine, attrice statunitense (n. 1899)
- 9 luglio - Georges Ribemont-Dessaignes, scrittore e pittore francese (n. 1884)
- 9 luglio - Earl Warren, giudice e politico statunitense (n. 1891)
- 10 luglio - Tommy Glidden, calciatore inglese (n. 1902)
- 11 luglio - Pär Fabian Lagerkvist, scrittore, poeta e drammaturgo svedese (n. 1891)
- 11 luglio - Massimiliano Zandali, calciatore italiano (n. 1917)
- 12 luglio - Jurij Pavlovič Annenkov, pittore russo (n. 1890)
- 12 luglio - Kurt Caesar, giornalista, fumettista e illustratore tedesco (n. 1908)
- 12 luglio - Sonja Ludvigsen, politica norvegese (n. 1928)
- 12 luglio - Karl Sesta, allenatore di calcio e calciatore austriaco (n. 1906)
- 12 luglio - Pier Angelo Soldini, giornalista, scrittore e critico letterario italiano (n. 1910)
- 13 luglio - Cristiano di Schaumburg-Lippe, principe tedesco (n. 1898)
- 13 luglio - Patrick Maynard Stuart Blackett, fisico britannico (n. 1897)
- 13 luglio - Antonietta Capelli, psichiatra e mistica italiana (n. 1896)
- 13 luglio - Emil Kutterer, calciatore tedesco (n. 1898)
- 13 luglio - Marthe Vinot, attrice francese (n. 1894)
- 13 luglio - Adolf Lukas Vischer, medico svizzero (n. 1884)
- 14 luglio - Tokuzō Akiyama, cuoco giapponese (n. 1888)
- 14 luglio - Marcelle Choisnet, aviatrice francese (n. 1914)
- 14 luglio - Giuseppe Ippoliti, carabiniere italiano (n. 1899)
- 14 luglio - Carl Andrew Spaatz, aviatore statunitense (n. 1891)
- 14 luglio - Luigi Tirelli, agronomo italiano (n. 1894)
- 15 luglio - Ignác Amsel, calciatore ungherese (n. 1899)
- 15 luglio - Erik Charell, regista, sceneggiatore e attore tedesco (n. 1894)
- 15 luglio - Christine Chubbuck, giornalista e conduttrice televisiva statunitense (n. 1944)
- 16 luglio - Alfredo Chighine, pittore e scultore italiano (n. 1914)
- 17 luglio - Chet Brandenburg, attore statunitense (n. 1897)
- 17 luglio - Dizzy Dean, giocatore di baseball statunitense (n. 1910)
- 17 luglio - Gigi Ghirotti, giornalista e scrittore italiano (n. 1920)
- 18 luglio - Miron Constantinescu, sociologo, storico e politico romeno (n. 1917)
- 18 luglio - Christian Dell, designer tedesco (n. 1893)
- 19 luglio - Joe Flynn, attore e doppiatore statunitense (n. 1924)
- 19 luglio - Stefano Magaddino, mafioso italiano (n. 1891)
- 19 luglio - Ernő Schwarz, calciatore, allenatore di calcio e dirigente sportivo ungherese (n. 1904)
- 20 luglio - Allen Jenkins, attore statunitense (n. 1900)
- 21 luglio - Adolf Leo Oppenheim, assiriologo austriaco (n. 1904)
- 22 luglio - Mary Forbes, attrice britannica (n. 1883)
- 23 luglio - Peter Wang Kei Lei, vescovo cattolico cinese (n. 1922)
- 24 luglio - James Chadwick, fisico inglese (n. 1891)
- 25 luglio - Theodor Brinek, allenatore di calcio e calciatore austriaco (n. 1898)
- 25 luglio - Ignazio Cazzaniga, filologo classico e latinista italiano (n. 1911)
- 27 luglio - Benigno Carrara, vescovo cattolico italiano (n. 1888)
- 27 luglio - Eric Mervyn Lindsay, astronomo britannico (n. 1889)
- 27 luglio - Lightnin' Slim, cantautore e chitarrista statunitense (n. 1913)
- 28 luglio - María Martínez Sierra, scrittrice, drammaturga e traduttrice spagnola (n. 1874)
- 28 luglio - Don McCafferty, giocatore di football americano e allenatore di football americano statunitense (n. 1921)
- 29 luglio - Cass Elliot, cantante statunitense (n. 1941)
- 29 luglio - Vittorio Cramer, conduttore radiofonico, doppiatore e attore italiano (n. 1907)
- 29 luglio - Philip Filleul, canottiere britannico (n. 1885)
- 29 luglio - Georges Janin, calciatore francese (n. 1912)
- 29 luglio - Erich Kästner, scrittore, sceneggiatore e poeta tedesco (n. 1899)
- 31 luglio - Raymond Aloysius Lane, vescovo cattolico e missionario statunitense (n. 1894)
- 31 luglio - Ragnar Wicksell, calciatore svedese (n. 1892)